# Jérôme Lejeune
Jérôme Jean Louis Marie Lejeune (Montrouge, 13 de junho de 1926 — Paris, 3 de abril de 1994) foi um médico francês, pediatra e professor de genética, a quem se deve a descoberta da anomalia cromossômica que dá origem à trissomia 21.

## Biografia

### A descoberta científica
Depois dos estudos de medicina, Jérôme Lejeune tornou-se pesquisador no Centre national de la recherche scientifique (CNRS) em 1952, sendo nomeado em seguida "expert" internacional pela França para assuntos relacionados com os efeitos biológicos da radioatividade atômica.
Em julho de 1958, aos 32 anos, depois do exame dos cromossomos de um criança dita "Síndrome de Down", descobre a existência de um Cromossomos a mais sobre o par 21. Pela primeira vez na história da medicina genética se estabelece uma ligação entre um índice de capacidade mental e uma anomalia cromossômica. Lejeune descobre, em seguida, com a ajuda de seus colaboradores, o mecanismo de outras moléstias cromossômicas, abrindo assim a via para a citogenética e para a genética moderna.
Chefe da unidade de citogenética do Hospital Necker - Enfants Malades, em Paris, Jérôme Lejeune conquistou uma reputação mundial. Junto à sua equipe, estudou mais de 30 mil dossiês cromossômicos e tratou de mais de 9 mil portadores de uma disfunção da inteligência.
Lejeune foi o primeiro a descrever a Síndrome Cri-du-Chat, ou Síndrome do Miado de Gato, segundo um ponto de vista científico, tendo o feito em 1963. O nome dessa doença provém do fato de o choro de seus portadores se assemelhar ao miado de um gato. Essa doença também é chamada síndrome de Lejeune.

### O renome e sua ação pela defesa da vida
Em 1964, ele foi o primeiro professor de genética na Faculdade de Medicina de Paris. Em 1974, o Papa João Paulo II o convida a fazer parte da Pontifícia Academia das Ciências e, mais tarde, do Pontifício Conselho para a Pastoral no Campo da Saúde. Em 1981, Jérôme foi eleito à Academia de Ciências Morais e Políticas - uma das cinco academias do Instituto Nacional da França - e se une, dois anos mais tarde, em 1983, à Academia Nacional de Medicina. Ele se torna, em 1994, o primeiro presidente da Pontifícia Academia para a Vida, criada por João Paulo II naquele mesmo ano.
Jérôme Lejeune estava convencido  de que qualquer avanço rumo à cura de uma certa doença cromossômica permitiria igualmente curar outras doenças. Enquanto desejava ver os frutos de sua pesquisa tornarem possível o avanço da medicina rumo à cura, ele percebeu que seu trabalho era utilizado para fins que ele desaprovava: descoberta precoce dos embriões portadores dessas doenças, a fim de facilitar a Interrupção da gravidez (IVG). O pesquisador toma, então, a decisão de defender publicamente as crianças doentes, de sua concepção ao seu fim de vida natural, engajando-se numa luta contra o aborto. Ele se torna presidente honorário do Laissez-les Vivre - SOS futures mères (Deixe-os viver - SOS futuras mães), se opondo ao aborto e ao Mifepristone (pílula abortiva), que ele qualifica como o "primeiro pesticida humano".

### Recompensa
O professor Lejeune foi nomeado doutor honoris causa da Universidade de Navarra (Pamplona, Espanha), tendo recebido numerosos prêmios por seus trabalhos sobre as patologias cromossômicas. Pode-se destacar entre eles o prêmio Kennedy em 1962, o William Allen Memorial Award em 1969 e o prêmio Griffuel em 1993 por seus trabalhos pioneiros sobre as anomalias cromossômicas no câncer.
Jérôme Lejeune morreu em 3 de abril de 1994, em decorrência de um câncer. A Fundação Jérôme Lejeune, inaugurada após sua morte, dá continuidade à sua ação em favor dos deficientes mentais. O papa João Paulo II recolheu-se ao túmulo de Lejeune em Châlo-Saint-Mars, em 22 de Agosto de 1997, por ocasião da Jornada Mundial da Juventude (JMJ) em Paris.

### Família
Casado em maio de 1952, Lejeune teve cinco filhos: Anouk, esposa de um professor de filosofia do Colégio Stanilas de Paris, Damien,Karin, Clara Lejeune-Gaymard, esposa do antigo ministro Hervé Gaymard, Thomas e 27 netos.

### Citações
"O conhecimento é o único verdadeiro gênio da humanidade" - Jérôme
«Não é a medicina que se deve temer, mas a loucura dos homens. Nosso poder de modificar a natureza utilizando as suas leis, aumenta cada dia por meio da experiência daqueles que nos precederam. Mas utilizar este poder com sensatez, eis o que cada geração deve também aprender . Certamente, hoje somos mais poderosos do que outrora, porém menos sensatos: a tecnologia é cumulativa, a sabedoria  não é.»
«É preciso dizer as coisas com clareza, mede-se a qualidade duma civilização pelo respeito que ela tem pelos seus membros mais frágeis. Não há outros critérios de julgamento.»

### Beatificação
O procedimento da beatificação do Professor Lejeune está em andamento. O postulador da causa será o prior da Abadia beneditina de Saint-Wandrille, o Padre Jean-Charles Nault.
Em 21 de Janeiro de 2021, o Papa Francisco aprovou as "virtudes heróicas" de Jérôme, elevando seu status para "Venerável".

## Anexos

### Obras publicadas
- Lejeune, Jérôme [et al.] Avances mèdicos i psicopedagògicos sobre la síndrome de Down (1991) Fundació Catalana Síndrome de Down, ISBN 978-84-404-9513-6
- ¿Qué es el embrión humano? (1993) Ediciones Rialp, ISBN 978-84-321-2975-9